# 에이미 밴 다이켄
에이미 밴 다이켄(Amy Van Dyken, 1973년 2월 15일 ~ )은 미국의 전 수영 선수로 하계 올림픽 챔피언이며 전 세계 기록 보유자이며, 현재 라디오 스포츠 토크쇼의 공동 진행자이다. 그녀는 6개의 올림픽 금메달을 획득하였으며, 4개는 1996년 애틀랜타 올림픽에서 땄으며 그 성취를 이루는 데 첫 미국 여성 선수와 경기의 최우수 선수로 만들었다. 그녀는 50m 자유형, 100m 접영, 400m 자유형 계주와 400m 혼계영을 우승하였다.
밴 다이켄은 어린 시절을 통하여 성인기로 들어가 심한 천식으로 고통을 받았다. 그녀는 자신의 상태에 대응하고 천식 발작의 후유증을 방지하기 위해 자신의 폐를 강화하는 방법으로 의사의 조언에 따라 수영을 시작했다.
그녀는 스위밍 월드 잡지에 의하여 1995년과 1996년 "올해의 미국 수영 선수"로 임명되었다.
2014년 6월 6일 밴 다이켄은 자신의 척추골을 간소하게 한 전지형차 사고를 당하여 하반신마비로 놓여졌다.

## 어린 시절
콜로라도주 덴버에서 태어난 밴 다이켄은 1992년 미국 올림픽 선발 시합에서 50m 자유형 4위를 하면서 뽑히는 데 놓쳤다. 고등학교를 졸업한 후, 밴 다이켄은 1994년 NCAA 선수권에서 자신이 50 야드 자유형에서 21.77초와 함께 첫 미국 기록을 깬 콜로라도 주립 대학교로 옮기기 전에 애리조나 대학교에서 2년간 수학하였다.
그녀는 또한 100 야드 접영과 100 야드 자유형에서 올림픽 선수 제니 톰슨에 밀려 2위를 하였다. 1994년에 그녀는 "올해의 NCAA 여성 수영 선수"로 임명되었다. 대학 이후에 그녀는 콜로라도 스프링스에 있는 미국 올림픽 훈련 센터로 옮겨 1996년 하계 올림픽을 위하여 전임으로 훈련하였다.

## 올림픽 경연

### 1996년 하계 올림픽
1996년 애틀랜타 올림픽에서 밴 다이켄은 올림픽 역사상 단 하나의 경기에서 4개의 금메달을 획득한 첫 미국의 여성 선수가 되었다. 수영에서 그녀의 성공은 ESPN "올해의 여성 선수상", 스위밍 월드 잡지의 "올해의 여성 수영 선수 상"을 수상, 콜로라도주 스포츠 명예의 전당에 헌액, 미국 올림픽 명예의 전당에 헌액되고 AP "올해의 여성 선수", USOC "올해의 스포츠 여성" 여성 스포츠 재단의 "올해의 스포츠 여성"가 USA 스위밍의 "올해의 수영 선수"로 임명되는 것을 포함하여 넓게 다양한 상과 영예를 얻었다.
그녀는 또한 글래무어 잡지의 "올해의 톱 10 수영 선수"로 나와 "우먼즈 스포츠 앤드 핏네스" 잡지에 의하여 스포츠에서 25명의 가장 영향력 있는 여성들 중의 하나로 임명되고, 스포츠 시상식에서 ARETE 용기상을 받았다. 그녀는 USA 투데이, 뉴스위크, 타임, 스위밍 월드 잡지와 스포츠 일러스트레이티드를 포함한 신문과 잡지들의 표지에 아름답게 꾸며졌다.
밴 다이켄은 데이비드 레터맨쇼, 로지 오도널 쇼와 투데이 쇼에서 특별 손님이었다. 그녀는 또한 세계에서 명성을 얻은 사진가 애니 라이보비츠에 의하여 찍혀진 사진과 함께 우유 광고에 나오고, 자신이 소유하는 휘티즈 상자와 함께 명예를 가렸다.

### 2000년 하계 올림픽
애틀랜타 올림픽 이후에 그녀는 지속적으로 나갔으나 1년 동안 훈련하지 못하게 남겨 몇몇의 수술을 필요로 한 어깨 부상을 포함한 부상에 시달렸다. 그녀는 복귀를 상연하였으며, 50m 자유형, 400m 혼계영과 400m 자유형 계주에서 2000년 미국 올림픽 팀에 이루었다.
시드니 올림픽에서 밴 다이켄은 이 후반의 종목들에서 2개의 금메달을 획득하고, 50m 자유형에서 4위를 하였다. 이 일은 그녀의 총경력에 6개의 올림픽 금메달을 가져왔다. 그녀의 올림픽 성취에 추가로 밴 다이켄은 몇몇의 세계 타이틀을 우승하고 다수의 미국과 세계 기록들을 세웠다.
밴 다이켄은 메달들이 다 좋은 몇몇의 올림픽 선수들 중의 하나로서 우수성을 가지고 있다.

## 같이 보기
- 올림픽 다관왕 목록
- 올림픽 수영 여자 메달리스트 목록
- 수영 접영 50m 세계 기록 추이
- 수영 계영 400m 세계 기록 추이